# Campionati del mondo di triathlon long distance del 2013
I Campionati del mondo di triathlon long distance del 2013 (XX edizione) si sono tenuti a Belfort in Francia, nei giorni dell'1 e 2 giugno 2013.
Tra gli uomini ha vinto il francese Bertrand Billard, mentre la gara femminile è andata all'australiana Melissa Hauschildt.

## Risultati

### Élite uomini
| Pos. | Nome                | Paese         | Nuoto    | Bici     | Corsa    | Totale   |
| ---- | ------------------- | ------------- | -------- | -------- | -------- | -------- |
|      | Bertrand Billard    | Francia       | 00:32:59 | 02:17:45 | 01:13:53 | 04:08:45 |
|      | Terenzo Bozzone     | Nuova Zelanda | 00:32:48 | 02:20:54 | 01:13:34 | 04:10:43 |
|      | Dirk Bockel         | Lussemburgo   | 00:33:31 | 02:20:04 | 01:13:54 | 04:11:51 |
| 4    | Jens Toft           | Danimarca     | 00:33:31 | 02:20:14 | 01:16:26 | 04:15:20 |
| 5    | Viennot Cyril       | Francia       | 00:32:46 | 02:24:06 | 01:14:58 | 04:16:13 |
| 6    | Viktor Zyemtsev     | Ucraina       | 00:32:47 | 02:26:23 | 01:14:22 | 04:18:20 |
| 7    | Soren Bystrup       | Danimarca     | 00:32:52 | 02:25:52 | 01:15:35 | 04:18:57 |
| 8    | Dmitry Rostyagaev   | Russia        | 00:32:52 | 02:27:16 | 01:18:50 | 04:23:32 |
| 9    | Nikolay Yaroshenko  | Russia        | 00:32:43 | 02:29:28 | 01:20:05 | 04:26:53 |
| 10   | José Estrangeiro    | Portogallo    | 00:32:47 | 02:35:17 | 01:15:23 | 04:28:46 |
| 11   | Sylvain Sudrie      | Francia       | 00:32:50 | 02:24:23 | 01:28:08 | 04:29:21 |
| 12   | Andrej Vistica      | Croazia       | 00:33:32 | 02:34:46 | 01:18:19 | 04:31:42 |
| 13   | Pierre-yves Gigou   | Canada        | 00:34:48 | 02:35:01 | 01:17:51 | 04:35:00 |
| 14   | Kuniaki Takahama    | Giappone      | 00:32:47 | 02:41:19 | 01:14:28 | 04:35:03 |
| 15   | Marin Koceic        | Croazia       | 00:34:57 | 02:39:18 | 01:17:31 | 04:35:59 |
| 16   | Rudolf Cogan        | Rep. Ceca     | 00:35:33 | 02:39:54 | 01:21:34 | 04:42:40 |
| 17   | Masuda Daiki        | Giappone      | 00:34:15 | 02:42:28 | 01:24:46 | 04:46:38 |
| 18   | Andrejs Dmitrijevs  | Lettonia      | 00:32:52 | 02:46:27 | 01:24:00 | 04:47:33 |
| 19   | Jan-roelf Heerssema | Paesi Bassi   | 00:34:58 | 02:40:48 | 01:28:49 | 04:50:45 |
| 20   | Hayato Kawahara     | Giappone      | 00:34:26 | 02:49:37 | 01:22:08 | 04:51:23 |
| 21   | Edson Ferreira      | Brasile       | 00:33:04 | 02:55:02 | 01:20:42 | 04:53:31 |
| 22   | Mark Pellew         | Sudafrica     | 00:36:30 | 02:48:43 | 01:22:07 | 04:53:50 |
| 23   | Romain Guillaume    | Francia       | 00:34:50 | 02:45:02 | 01:28:14 | 04:53:55 |
| 24   | Bradley Venter      | Sudafrica     | 00:35:01 | 02:41:23 | 01:30:24 | 04:54:14 |
| 25   | David Sajner        | Rep. Ceca     | 00:38:49 | 02:51:23 | 01:31:46 | 05:08:31 |

### Élite donne
| Pos. | Nome                    | Paese       | Nuoto    | Bici     | Corsa    | Totale   |
| ---- | ----------------------- | ----------- | -------- | -------- | -------- | -------- |
|      | Melissa Hauschildt      | Australia   | 00:35:18 | 02:39:46 | 01:20:37 | 04:42:38 |
|      | Camilla Pedersen        | Danimarca   | 00:36:57 | 02:38:17 | 01:25:14 | 04:44:14 |
|      | Rachel Mcbride          | Canada      | 00:37:09 | 02:42:31 | 01:27:04 | 04:52:02 |
| 4    | Jeanne Collonge         | Francia     | 00:35:48 | 02:51:31 | 01:17:18 | 04:52:15 |
| 5    | Jodie Swallow           | Regno Unito | 00:38:07 | 02:46:40 | 01:25:59 | 04:55:54 |
| 6    | Katja Konschak          | Germania    | 00:37:14 | 02:55:06 | 01:23:03 | 05:02:33 |
| 7    | Gurutze Frades Larralde | Spagna      | 00:37:40 | 02:59:52 | 01:24:55 | 05:08:18 |
| 8    | Susanne Svendsen        | Danimarca   | 00:36:57 | 02:56:47 | 01:30:04 | 05:09:34 |
| 9    | Dana Wagner             | Germania    | 00:41:04 | 02:56:07 | 01:30:10 | 05:13:50 |
| 10   | Vanessa Pereira         | Portogallo  | 00:39:42 | 03:03:41 | 01:26:21 | 05:17:18 |
| 11   | Maria Lemeseva          | Russia      | 00:39:03 | 02:59:19 | 01:34:00 | 05:18:05 |
| 12   | Kathrin Mannweiler      | Germania    | 00:40:46 | 03:04:47 | 01:32:46 | 05:25:08 |
| 13   | Natasha Gorie           | Sudafrica   | 00:41:49 | 02:51:33 | 01:45:57 | 05:26:29 |
| 14   | Bruna Mahn              | Brasile     | 00:40:52 | 03:17:40 | 01:31:39 | 05:36:08 |
| 15   | Annah Watkinson         | Sudafrica   | 00:39:05 | 03:14:08 | 01:35:02 | 05:36:18 |
| 16   | Marina Milković         | Croazia     | 00:39:24 | 03:10:56 | 01:40:37 | 05:39:01 |